# Eduard Sperling
Eduard Sperling   (Dortmund, 29 de novembre de 1902 - Dortmund, 25 de febrer de 1985) va ser un lluitador alemany, especialista en lluita grecoromana, que va competir durant les dècades de 1920 i 1930.
El 1928 va prendre part en els Jocs Olímpics d'Amsterdam, on guanyà la medalla de plata en la competició del pes lleuger del programa lluita grecoromana. Quatre anys més tard, als Jocs de Los Angeles, guanyà la medalla de bronze en la mateixa prova.